# Esraa Owis
Esraa Muhammad Samir Owis (in arabo اسراء محمد سمير عويس‎?; 15 ottobre 1997) è una lunghista e triplista egiziana.

## Biografia
I suoi primi successi internazionali risalgono alla categoria under 18, quando nel 2013 conquista la medaglia d'oro nel salto in lungo e quella di bronzo nel salto triplo ai campionati africani allievi, replicando lo stesso anno con l'oro nel salto in lungo e l'argento nel salto triplo ai campionati arabi allievi.
Nel 2014 è doppia medaglia d'oro nel salto in lungo e nel salto triplo ai campionati arabi juniores e prende parte ai Giochi olimpici giovanili di Nanchino, dove si classifica ottava nel salto in lungo.
La sua prima gara con la maglia della nazionale egiziana assoluta è il campionato africano di atletica leggera di Asaba 2018, dove si classifica ottava e nona rispettivamente nel salto triplo e nel salto in lungo, dopo aver conquistato i sui primi due titoli di campionessa nazionale in entrambi i salti in estensione.
Nel 2019 è medaglia d'oro nel salto triplo ai campionati arabi, mentre ai Giochi panafricani di Rabat si classifica sesta nel salto in lungo e nona nel salto triplo. L'anno successivo si riconferma campionessa araba nel salto triplo e conquista il titolo anche nella gara del salto in lungo.
Ai campionati africani di Saint-Pierre 2022 conquista la medaglia di bronzo nel salto in lungo e la quinta posizione in classifica nel salto triplo. A distanza di due settimane prende parte ai Giochi del Mediterraneo di Orano, da dove torna con al collo la medaglia d'argento nel salto in lungo. Quello stesso anno fa registrare il record nazionale egiziano del salto in lungo con la misura di 6,75 m durante un meeting a Maadi.
Nel 2023, dopo essersi riconfermata nuovamente campionessa araba del salto in lungo e del salto triplo, partecipa ai Giochi panarabi di Algeri, conquistando la medaglia d'oro nel salto triplo, dove fa registrare anche il nuovo record nazionale di 13,57 m, e nel salto in lungo. Lo stesso anno prende parte anche ai campionati mondiali di Budapest, dove però si ferma alle fasi di qualificazione del salto in lungo.
Nel 2024 si è classificata quinta nel salto in lungo sia ai Giochi panafricani di Accra, sia ai campionati africani di Douala.
In carriera ha conquistato quindici titoli di campionessa egiziana assoluta: sette nel salto in lungo, sette nel salto triplo e uno nella staffetta 4×100 metri.

## Record nazionali
- Salto in lungo: 6,75 m ( Maadi, 14 settembre 2022)
- Salto triplo: 13,57 m ( Algeri, 7 luglio 2023)

## Progressione

### Salto in lungo
| Stagione | Misura | Luogo       | Data       | Rank. Mond. |
| -------- | ------ | ----------- | ---------- | ----------- |
| 2024     | 6,68 m | Ismailia    | 29-6-2024  |             |
| 2023     | 6,62 m | Il Cairo    | 21-7-2023  | 65ª         |
| 2022     | 6,75 m | Maadi       | 14-9-2022  | 27ª         |
| 2021     | 6,48 m | Maadi       | 9-4-2021   | 118ª        |
| 2020     | 5,87 m | Maadi       | 9-12-2020  | 910ª        |
| 2019     | 6,07 m | Rabat       | 29-8-2019  | 627ª        |
| 2018     | 5,86 m | Asaba       | 3-8-2018   | 1172ª       |
| 2015     | 5,89 m | Addis Abeba | 8-3-2015   | 981ª        |
| 2014     | 5,86 m | Il Cairo    | 23-4-2014  | 1111ª       |
| 2013     | 5,72 m | Il Cairo    | 21-6-2013  | 1636ª       |
| 2011     | 5,52 m | Doha        | 25-10-2011 | 2526ª       |

### Salto triplo
| Stagione | Misura      | Luogo       | Data       | Rank. Mond. |
| -------- | ----------- | ----------- | ---------- | ----------- |
| 2024     | 13,40 m     | Ismailia    | 30-6-2024  |             |
| 2023     | 13,57 m     | Algeri      | 7-7-2023   | 95ª         |
| 2022     | 13,40 m     | Maadi       | 27-3-2022  | 130ª        |
| 2021     | 13"08       | Maadi       | 23-12-2021 | 248ª        |
| 2020     | 12,27 m(nw) | Maadi       | 10-12-2020 | –           |
| 2019     | 12,62 m     | Rabat       | 26-8-2019  | 556ª        |
| 2018     | 12,22 m     | Asaba       | 5-8-2018   | 921ª        |
| 2017     | 12,90 m(nw) | Il Cairo    | 16-3-2017  | –           |
| 2016     | 12,13 m(nw) | Il Cairo    | 6-10-2016  | –           |
| 2015     | 13,04 m     | Addis Abeba | 6-3-2015   | 262ª        |
| 2014     | 12,26 m     | Il Cairo    | 23-4-2014  | 845ª        |
| 2013     | 11,89 m     | Il Cairo    | 23-6-2013  | –           |

## Palmarès
| Anno | Manifestazione               | Sede         | Evento         | Risultato | Prestazione | Note             |
| ---- | ---------------------------- | ------------ | -------------- | --------- | ----------- | ---------------- |
| 2013 | Campionati africani allievi  | Warri        | Salto in lungo | Oro       | 5,63 m      |                  |
| 2013 | Campionati africani allievi  | Warri        | Salto triplo   | Bronzo    | 11,79 m     |                  |
| 2013 | Campionati arabi allievi     | Il Cairo     | Salto in lungo | Oro       | 5,72 m      |                  |
| 2013 | Campionati arabi allievi     | Il Cairo     | Salto triplo   | Argento   | 11,89 m     |                  |
| 2014 | Campionati arabi juniores    | Il Cairo     | Salto in lungo | Oro       | 5,86 m      |                  |
| 2014 | Campionati arabi juniores    | Il Cairo     | Salto triplo   | Oro       | 12,26 m     |                  |
| 2014 | Giochi olimpici giovanili    | Nanchino     | Salto in lungo | 8ª        | 5,70 m      |                  |
| 2014 | Giochi olimpici giovanili    | Nanchino     | 8×100 m        | Batteria  | 1'47"36     |                  |
| 2015 | Campionati africani juniores | Addis Abeba  | Salto in lungo | Bronzo    | 5,89 m      |                  |
| 2015 | Campionati africani juniores | Addis Abeba  | Salto triplo   | Argento   | 13,04 m     |                  |
| 2015 | Campionati africani juniores | Addis Abeba  | 4×100 m        | 4ª        | 48"32       |                  |
| 2015 | Campionati arabi juniores    | Manama       | Salto in lungo | Bronzo    | 6,05 m      | w                |
| 2018 | Campionati africani          | Asaba        | Salto in lungo | 9ª        | 5,86 m      |                  |
| 2018 | Campionati africani          | Asaba        | Salto triplo   | 8ª        | 12,22 m     |                  |
| 2019 | Campionati arabi             | Il Cairo     | Salto in lungo | Oro       | 6,09 m      | nw               |
| 2019 | Giochi panafricani           | Rabat        | Salto in lungo | 6ª        | 6,07 m      |                  |
| 2019 | Giochi panafricani           | Rabat        | Salto triplo   | 9ª        | 12,62 m     |                  |
| 2021 | Campionati arabi             | Radès        | Salto in lungo | Oro       | 6,39 m      | nw               |
| 2021 | Campionati arabi             | Radès        | Salto triplo   | Oro       | 13,06 m     | nw               |
| 2022 | Campionati africani          | Saint-Pierre | Salto in lungo | Bronzo    | 6,29 m      |                  |
| 2022 | Campionati africani          | Saint-Pierre | Salto triplo   | 5ª        | 12,95 m     |                  |
| 2022 | Giochi del Mediterraneo      | Orano        | Salto in lungo | Argento   | 6,54 m      |                  |
| 2023 | Campionati arabi             | Marrakech    | Salto in lungo | Oro       | 6,53 m      |                  |
| 2023 | Campionati arabi             | Marrakech    | Salto triplo   | Oro       | 13,08 m     | nw               |
| 2023 | Giochi panarabi              | Algeri       | Salto in lungo | Oro       | 6,54 m      |                  |
| 2023 | Giochi panarabi              | Algeri       | Salto triplo   | Oro       | 13,57 m     | Record nazionale |
| 2023 | Mondiali                     | Budapest     | Salto in lungo | 32ª (q)   | 6,16 m      |                  |
| 2024 | Giochi panafricani           | Accra        | Salto in lungo | 5ª        | 6,57 m      | w                |
| 2024 | Campionati africani          | Douala       | Sato in lungo  | 5ª        | 6,28 m      |                  |
| 2024 | Giochi olimpici              | Parigi       | Salto in lungo | 29ª (q)   | 6,20 m      |                  |

## Campionati nazionali
- 7 volte campionessa egiziana assoluta del salto in lungo (2018-2024)
- 7 volte campionessa egiziana assoluta del salto triplo (2018-2024)
- 1 volta campionessa egiziana assoluta della staffetta 4×100 metri (2023)
- 1 volta campionessa egiziana under 23 del salto in lungo (2019)
- 1 volta campionessa egiziana under 23 del salto triplo (2019)

2018
- Oro ai campionati egiziani assoluti, salto in lungo - 6,31 m (nw)
- Oro ai campionati egiziani assoluti, salto triplo - 12,91 m (nw)

2019
- Oro ai campionati egiziani assoluti, salto in lungo - 6,44 m (nw)
- Oro ai campionati egiziani assoluti, salto triplo - 13,12 m (nw)
- Oro ai campionati egiziani under 23, salto in lungo - 6,40 m (nw)
- Oro ai campionati egiziani under 23, salto triplo - 13,16 m (nw)

2020
- Oro ai campionati egiziani assoluti, salto in lungo - 5,87 m (vento: +0,7 m/s)
- Oro ai campionati egiziani assoluti, salto triplo - 12,27 m (nw)

2021
- Oro ai campionati egiziani assoluti, salto in lungo - 6,48 m (vento: +1,5 m/s)
- Oro ai campionati egiziani assoluti, salto triplo - 12,98 m (vento: +2,1 m/s) (w)

2022
- Oro ai campionati egiziani assoluti, salto in lungo - 6,68 m (vento: +2,3 m/s) (w)
- Oro ai campionati egiziani assoluti, salto triplo - 13,40 m (vento: +0,3 m/s)

2023
- Oro ai campionati egiziani assoluti, salto in lungo - 6,62 m (vento: +1,5 m/s)
- Oro ai campionati egiziani assoluti, salto triplo - 12,71 m (vento: +2,6 m/s) (w)
- Oro ai campionati egiziani assoluti, staffetta 4×100 m - 48"23

2024
- Oro ai campionati egiziani assoluti, salto in lungo - 6,68 m (vento: +1,9 m/s)
- Oro ai campionati egiziani assoluti, salto triplo - 13,40 m (vento: +0,9 m/s)